# Michael Klein (Rennfahrer)
Michael Klein (* 3. Januar 1988 in Aalen) ist ein deutscher Rennfahrer.
Im Alter von acht Jahren begann Klein 1996 seine Motorsportkarriere im Kartsport. 2006 machte Klein in der B-Klasse des deutschen Formel-3-Cup erste Erfahrungen im Formelsport. Am Saisonende belegte er den neunten Gesamtrang. 2007 blieb Klein in der B-Klasse des deutschen Formel-3-Cup und gewann den Meistertitel. Außerdem startete er bei vier Rennen der österreichischen Formel 3, die er alle von der Pole-Position startend gewann. 2008 startete Klein bei den ersten acht Rennen der Formel-3-Euroserie für Jo Zeller Racing. Er kam immer ins Ziel und es gelang ihm in Pau Punkte zu holen. In der Gesamtwertung belegte er den 23. Platz. Nach Ende seines Engagements in der Formel-3-Euroserie ist Klein in keiner Rennserie mehr angetreten.

## Karrierestationen
- 1996–2005: Kartsport
- 2006: Deutscher Formel-3-Cup, Klasse B (Platz 9)
- 2007: Deutscher Formel-3-Cup, Klasse B (Meister)
- 2008: Formel-3-Euroserie (Platz 23)

| Personendaten    | Personendaten        |
| ---------------- | -------------------- |
| NAME             | Klein, Michael       |
| KURZBESCHREIBUNG | deutscher Rennfahrer |
| GEBURTSDATUM     | 3. Januar 1988       |
| GEBURTSORT       | Aalen, Deutschland   |